# تری‌متافسفات سدیم
تری‌متافسفات سدیم (به انگلیسی: Sodium trimetaphosphate) با فرمول شیمیایی Na۳P۳O۹ یک ترکیب شیمیایی است. که جرم مولی آن 305.885 g/mol می‌باشد. شکل ظاهری این ترکیب، بلورهای سفید است.